# Xylophanes fosteri
Xylophanes fosteri är en fjärilsart som beskrevs av Rothschild och Jordan 1906. Xylophanes fosteri ingår i släktet Xylophanes och familjen svärmare. Inga underarter finns listade i Catalogue of Life.